# Нематоди
Немато́ди (застарілий термін — кру́глі че́рви) (Nematoda, Nematodes, Nemathelminthes) — тип двобічно-симетричних червоподібних тварин, який налічує близько 30 тис. видів. Вони живуть у різних середовищах: морських і прісних водах, ґрунті, органічних речовинах, які гниють або бродять. Багато круглих червів пристосувалось до паразитування, деякі є паразитами людини. У людей нематоди спричинюють найбільшу кількість хвороб з групи гельмінтозів, загальна назва таких інвазій — нематодози, зокрема аскаридоз, трихоцефальоз, ентеробіоз, трихінельоз тощо. Нематоди — паразити комах можуть бути використані для захисту культурних рослин (праці М. П. Дядечка та інших.)
Для тварин, яких відносять до цього типу, властиві:
- тришаровість, тобто розвиток екто-, енто- і мезодерми в ембріонів;
- наявність первинної порожнини тіла та епітеліально-мускульного мішка;
- двобічна симетрія;
- видовжене несегментоване тіло, яке на поперечному розрізі круглясте;
- наявність систем органів — м'язової, травної, нервової й статевої;
- роздільностатевість;
- поява третього, заднього відділу травної системи та анального отвору.
- нервова система складається з навкологлоткового кільця і нервових стовбурів, сполучених поперечними перемичками.
- живуть у всіх середовищах існування

## Систематика
Протягом XX століття нематод поділяли на два класи: Аденофори (Adenophorea) і Сецернентеї (Secernentea).
- Аденофори (Adenophorea)
  - Chromadorida — морські та прісноводні види
  - Enoplida — морські та прісноводні види
  - Dorylaimoidea — ґрунтові види
  - Mermitoidea — ґрунтові види
  - Trichinelloidea — паразитичні види
  - Dictophymatoidea — ґрунтові види
  - Muspiceoidea — ґрунтові види
- Сецернентеї (Secernentea)
  - Tylenchida — ґрунтові та паразитичні види
  - Rhabditida — ґрунтові та паразитичні види
  - Oxyurida — паразитичні види
  - Rhigonematida — ґрунтові та паразитичні види
  - Ascaridida — паразитичні види
  - Spiruruda — ґрунтові та паразитичні види
  - Strongylida — паразитичні види

Дослідження останніх років показало штучність такого поділу. Систематику переглянули й згідно з даними 2011 року (Hodda, 2011) тип поділяють на 3 класи та близько 30 рядів:
- Тип: Nematoda
  - Клас: Chromadorea
    - Ряд: Benthimermithida
    - Ряд: Chromadorida
    - Ряд: Desmodorida
    - Ряд: Desmoscolecida
    - Ряд: Diplogasterida
    - Ряд: Drilonematida
    - Ряд: Leptolaimida
    - Ряд: Monhysterida (вкл. Araeolaimida)
    - Ряд: Panagrolaimida (вкл. Tylenchina)
    - Ряд: Plectida
    - Ряд: Rhabditida
    - Ряд: Selachinematida
    - Ряд: Spirurida (вкл. Ascaridina)
    - Ряд: Teratocephalida

  - Клас: Enoplea
    - Ряд: Alaimida
    - Ряд: Enoplida
    - Ряд: Ironida
    - Ряд: Isolaimida
    - Ряд: Oncholaimida
    - Ряд: Rhaptothyreida
    - Ряд: Stichosomida
    - Ряд: Trefusiida
    - Ряд: Triplonchida
    - Ряд: Tripylida
    - Ряд: Tripyloidida

  - Клас: Dorylaimea
    - Ряд: Bathyodontida
    - Ряд: Dioctophymatida
    - Ряд: Dorylaimida
    - Ряд: Marimermithida
    - Ряд: Mermithida
    - Ряд: Mononchida
    - Ряд: Muspiceida
    - Ряд: Trichocephalida

## Епітеліально-м'язовий мішок
Він утворений кутикулою, гіподермою і мускулатурою. За даними Ю. К. Богоявленського, у аскариди людської кутикула складається з 10 шарів. Вона виконує функцію зовнішнього скелета (опори для м'язів) і захисту від механічних і хімічних факторів. Гіподерма, яка розташована під кутикулою, складається із суцільної маси протоплазми. Клітини з рідкими ядрами та вакуолями, меж між ними немає (синцитій). Гіподерма пронизана численними фібрилами. У гіподермі активно відбуваються обмінні процеси й інтенсивний біосинтез. Вона є також бар'єром, який затримує шкідливі для гельмінта речовини. Під гіподермою розташована мускулатура, яка складають окремі клітини, зібрані у 4 тяжі поздовжніх м'язів, відділених один від одного валиками гіподерми — спинним, черевним і двома бічними.
Всередині шкірно-м'язового мішка розташована первинна порожнина тіла, або псевдоцель, заповнена рідиною. Особливість цієї порожнини полягає в тому, що вона не вистелена мезодермальним епітелієм. У ній розташовані внутрішні органи нематод. Крім того, у порожнині під великим тиском знаходиться рідина, що створює опору для соматичної мускулатури. До складу органів входить невелика і, як правило, постійна кількість клітин.

## Травна система
Травна система починається ротовим отвором, який розташований на передньому кінці тіла і оточений трьома «губами». Травна система являє собою пряму трубку, яку ділять на три відділи — передній, середній і задній. Передній і задній відділи ектодермального походження, середній — ентодермального. Закінчується кишка анальним отвором, який розташований на задньому кінці тіла з черевного боку. У деяких видів анальний отвір відсутній.

## Кровоносна та дихальна системи
Кровоносна і дихальна системи відсутні, що вказує на примітивність організації нематод. Дихання здійснюється через покриви або біоенергетичний процес відбувається за типом аноксибіозу (бродіння). Особливістю є те, що вони хоч і дихають покривами тіла, їхнє дихання є анаеробним, тобто майже не здійснюється.

## Видільна система
Видільна система своєрідна. Вона представлена 1—2 одноклітинними шкірними залозами, що замінили протонефридії. Від залози відходять вирости у вигляді двох бічних каналів, які лежать у бічних валиках гіподерми. Ззаду канали закінчуються сліпо, а в передній частині сполучаються в один непарний канал, який відкривається назовні порою позаду «губ». Функція виділення властива й особливим фагоцитарним клітинам, які розташовані вздовж видільних каналів. У клітинах нагромаджуються нерозчинні продукти дисиміляції, а також чужі тіла, що потрапляють у порожнину тіла.

## Нервова система
Нервову систему складає навкологлоткове кільце, від якого відходять нервові стовбури — спинний, черевний і 4 бічні. Стовбури сполучені між собою комісурами. Органи відчуттів розвинені слабо. Вони представлені органами дотику і, ймовірно, органами хімічного відчуття — горбиками, які розташовані переважно навколо рота, а в самців і дотиковими горбиками на задньому кінці тіла.

## Статева система
Більшість нематод мають виразний зовнішній статевий диморфізм та є роздільностатевими, хоча зустрічаються й гермафродити. Найчастіше нематоди відкладають яйця. З запліднених яєць вилуплюються личинки. Це відбувається у зовнішньому середовищі при наявності повітря. У деяких нематод (зокрема у кишкової вугриці — збудника стронгілоїдозу) спостерігають живородіння. Ріст і розвиток личинок супроводжуються рядом послідовних линянь, при яких личинка звільняється від старої кутикули, яка замінюється новою. Для життєвого циклу більшості видів паразитичних нематод властива відсутність зміни хазяїв.
У самців задній кінець тіла загнутий на черевну сторону і є складним копулятивним апаратом. Утримують самицю під час копуляції різноманітні суплементарні органи самця і (у рабдитидних нематод) бурси. Спермії вводяться за допомогою спікул, що висуваються з клоакального отвору. Внутрішні статеві органи у вихідному варіанті парні й мають трубчасту будову. У самиць є одиничний або подвійний набір з яєчника, яйцепроводу і матки. Піхва завжди одинична. У самців є один або два сім'яники з сім'япроводами й непарна сім'явикідна протока. Спермії нематод мають вкрай різноманітну будову, позбавлені джгутиків, їм притаманна амебоїдна (але не за рахунок задіяння актину) рухливість.